# North of Scotland Championships 1970
Die North of Scotland Championships 1970 im Badminton fanden im ersten Quartal 1970 in Aberdeen statt.

## Finalresultate
| Disziplin    | Sieger                           | Finalist                     | Ergebnis            |
| ------------ | -------------------------------- | ---------------------------- | ------------------- |
| Herreneinzel | Wolfgang Bochow                  | Robert McCoig                | 15-4, 11-15, 15-9   |
| Dameneinzel  | Margaret Beck                    | Irmgard Latz                 | 11-1, 11-1          |
| Herrendoppel | Roger Powell David Eddy          | Wolfgang Bochow Horst Lösche | 15-11, 12-15, 15-12 |
| Damendoppel  | Irmgard Latz Marieluise Wackerow | Maureen Hume Mary Thompson   | 15-3, 15-4          |
| Mixed        | Fraser Gow Christine Evans       | Wolfgang Bochow Irmgard Latz | 15-6, 15-4          |